# Tanacetum barclayanum
Tanacetum barclayanum — вид рослин з роду пижмо (Tanacetum) й родини айстрових (Asteraceae); поширений у центральній Азії.

## Опис
Багаторічна трава заввишки 25–50 см. Стебла поодинокі, прямостійні, нерозгалужені або мало розгалужені від основи, майже голі. Прикореневі листки на ніжці 2–10 см й мають пластини яйцеподібні або вузько еліптичні, 4–8 × 2.5–4 см, 2-перисторозсічені, обидві поверхні мало запушені або голі; первинні бічні сегменти 5-парні; кінцеві сегменти трикутні, еліптичні або вузько еліптичні. Стеблові листки подібні, сидячі або на короткій ніжці; листки під квітковими головами дрібні, перисті або неподільні. Квіткові голови поодинокі, кінцеві. Язичкові квітки червоні. Сім'янки ≈ 2.5 мм. Період цвітіння й плодоношення: червень — серпень.

## Середовище проживання
Поширений у центральній Азії: Казахстан, Сіньцзян. Населяє чагарники.